# Chiesa di San Pantaleo (Sorso)
La chiesa di San Pantaleo è un edificio religioso situato a Sorso, centro abitato della Sardegna nord-occidentale. Consacrata al culto cattolico è sede dell'omonima parrocchia e fa parte dell'arcidiocesi di Sassari.
Intitolata al patrono del paese, fu edificata nel 1836 dal sassarese Antonio Cano nello spazio in cui sorgeva l'antica parrocchiale, di cui riutilizzò i materiali. 
La facciata era quasi terminata nel giugno del 1840 ma l'improvvisa scomparsa del progettista, tre mesi più tardi, provocò un rallentamento dei lavori. L'incarico di portare avanti la fabbrica venne affidato agli architetti sassaresi Francesco Agnesa e Angelo Maria Piretto, ma numerose interruzioni e dispute caratterizzarono il prosieguo. Seppur non ancora terminato, l'edificio venne aperto al culto nel 1856.
La chiesa si ispira a canoni neoclassici. Presenta una pianta centrale imperniata su un'ampia cupola emisferica ma con l'asse trasversale leggermente più corto di quello longitudinale, ulteriormente prolungato dal profondo presbiterio absidato. Quattro cupolette ellissoidali coprono i vani agli angoli dell'edificio mentre nel vano presbiteriale trova spazio un'altra cupola emisferica.
Oltre allo scenografico gioco dei profili delle cupole e della torre campanaria, costruita solamente nel 1899, l'esterno è caratterizzato dall'andamento sinuoso delle absidi e dalla bianca facciata, a due livelli, scandita da lesene e coronata da un fastigio curvilineo. Le nicchie accolgono statue degli apostoli, dello stesso Cano, mentre nei nicchioni all'interno dell'edificio sono collocate statue in stucco raffiguranti gli apostoli realizzate da Salvatore Demeglio e datate 1858.
Nonostante alcune incoerenze imputabili alle travagliate vicende costruttive, il San Pantaleo è considerato il massimo raggiungimento del frate architetto sassarese.